# Жан ван Гаутте
Жан Марі Жозеф, барон ван Гаутте (17 березня 1907 , Гент  — 23 травня 1991 , Брюссель ) — бельгійський політичний діяч.
Народився в Генті, здобув ступінь доктора в університетах Гента і Льєжа. Очолював Бельгійський інститут Громадських фінансів та був членом Сенату з 1949 до 1968 року.
Обіймав посаду міністра фінансів у кабінетах Жана Дювьєсара (1950) і Жозефа Фольєна (1950–1952), а потім замінив останнього на посаді прем'єр-міністра у січні 1952 року.
Ван Гаутте знову очолював міністерство фінансів у 1958–1961 роках у кабінеті Гастона Ейскенса. Потім очолював Світовий банк.